# Газин, Владимир Прокопович
Владимир Прокопович Газин (род. 12 сентября 1936) советский и украинский историк, доктор исторических наук, профессор, крупный специалист с истории Веймарской республики.

## Биография
Родился 12 сентября 1936 года в Хмельницкой области, В 1961 году закончил исторический факультет Черновицкого университета. С 1976 года работает в Каменец-Подольском университете.
В 1979 году защитил кандидатскую диссертацию на тему: Борьба германского империализма, за восстановление утраченных позиций в Центральной Европе после Версальского договора, 1919—1932 гг
В 2001 году защитил докторскую диссертацию на тему: Восточная политика Веймарской республики 1919—1933 года.
Работы:
Економіка і зовнішня політика Веймарської республіки 1925—1933 рр.: східноєвропейський аспект
Актуальні проблеми сучасності: історія, світова політика